# Phạm Thị Trân
Phạm Thị Trân (926 - 976, hiệu Huyền Nữ) là một nữ nghệ sĩ thời nhà Đinh trong lịch sử Việt Nam. Bà được tôn vinh là bà tổ của nghệ thuật hát chèo, đồng thời cũng là vị tổ nghề đầu tiên của ngành sân khấu Việt Nam. Bà cũng là người phụ nữ đầu tiên được phong làm quan trong thời đại phong kiến ở Việt Nam.

## Quê quán
Trong sách "Đả cố lục" có ghi: 
"Phạm Thị Trân sinh ở Hồng Châu, vùng đất này thuộc các huyện Cẩm Giàng, Bình Giang, Tứ Kỳ, Gia Lộc, Ninh Giang, Thanh Miện (phía tây tỉnh Hải Dương) và Yên Mỹ, Văn Lâm, Mỹ Hào (phía bắc tỉnh Hưng Yên ngày nay)".
Vùng đất Hồng Châu nằm ở trung tâm đồng bằng Bắc Bộ, giữa tứ giác nước tạo bởi sông Thái Bình với các sông Hồng, sông Đuống và sông Luộc. Nơi đây hình thành nên chiếng chèo xứ Đông nổi tiếng trong không gian nghệ thuật chèo đồng bằng sông Hồng.

## Sự nghiệp
Sự nghiệp của bà được phát triển và biết đến kể từ khi được một viên quan tiến cử vào kinh đô Hoa Lư để tham gia múa hát, truyền dạy cho cung nữ và binh lính của triều đình.
Theo sử sách ghi lại thì bà Phạm Thị Trân sống vào thời Đinh Tiên Hoàng, từ thuở nhỏ bà đã tham gia vào các nhóm, các đoàn đi múa hát và làm trò. Bà là một người thông tuệ, có tài sắc và rất được các quan khách ca ngợi. 
Đến khi trưởng thành, bà là người phụ nữ nhan sắc, xinh đẹp. Tài múa hát của bà mỗi ngày càng thêm điêu luyện khiến tiếng đồn rộng lan khắp cả một vùng. Bà là người nổi tiếng nhất trong đám hý phường ở Hồng Châu. Lời ca tiếng hát của bà đã được dân gian ca ngợi cả thành thơ:
"Múa hát như muốn hát bàn đào
Hát giục mây bay, giục gió ào
Tiếng hát kinh hồn quân bạc ác
Lời than làm nhỏ lệ đồng bào".

### Chức quan "Ưu Bà"
Theo Hý phường phả lục của Trạng nguyên Lương Thế Vinh (1441-1496), Khoảng niên hiệu Thái Bình (970-979), khi biết tin vua Đinh Tiên Hoàng ban chiếu lệnh tìm người giỏi ca múa, viên quan trấn giữ địa phương Hồng Châu đã tiến cử Phạm Thị Trân với triều đình Hoa Lư:
“Bà Phạm Thị Trân, hiệu là Huyền Nữ, người Hồng Châu, phong tư mỹ lệ, giỏi về ca hát, múa và làm trò, nổi tiếng trong các hí phường đương thời. Khoảng năm Thái Bình, quan Cai hạt đưa tiến bà vào cung. Bà được vua Đinh phong chức Ưu bà, chuyên dạy múa hát trong quân ngũ”.
Vua Đinh Tiên Hoàng đã cho mời bà về kinh đô Hoa Lư và phong cho bà chức Ưu Bà, chịu trách nhiệm dạy quân lính múa hát, đánh trống, gẩy đàn, diễn các tích trò, lúc đó gọi là hát trò nhời hay gọi là hát chèo. Vì thế sau này bà được tôn là tổ nghề của nghệ thuật hát chèo

### Đóng góp cho nghệ thuật hát chèo
Cách rước trống chèo thời nhà Đinh của bà Phạm Thị Trân có sức cổ vũ lớn đối với tinh thần chiến đấu của quân sĩ. Nghệ thuật hát chèo bắt đầu hình thành từ thời đó. Cũng vì lẽ đó, cả vùng quê rộng lớn phía Bắc Việt Nam rất phát triển về hát chèo.
Đặc biệt, cùng với việc kết hợp chủ trương của vua Đinh, bà Phạm Thị Trân đã sáng tạo ra phép đánh trống rất hào hùng, mạnh mẽ vừa dùng khi biểu diễn, vừa dùng trong chiến trận mà đến nay vẫn còn lưu truyền. Cụ thể như phép đánh tiếng trống rước, hoặc tiếng trống chèo dùng mô tả khi lâm trận:
"Nam chinh sát Bắc tướng, diệt Bắc tướng. Nam thiên sinh vương, Nam thiên sinh vương thánh, thánh Đinh vương xưng đế" (Quân Nam giết tướng Bắc, diệt tướng Bắc, trời Nam sinh vương, trời Nam sinh vương thánh, thánh Đinh vương xưng đế).
Khi bà mất, nhân dân đã tôn bà là Bà tổ hát chèo. Trong các nhà thờ, chùa của các làng chèo bài vị thờ bà thường đặt chính giữa. Tại Ninh Bình, Bà Phạm Thị Trân được thờ ở 2 di tích là Phủ Chợ thuộc Quần thể di tích Cố đô Hoa Lư và đền Vân Thị bên cạnh nhà hát Chèo Ninh Bình.
Để tưởng nhớ những đóng góp của bà cho nghệ thuật hát chèo, những người hoạt động trong ngành sân khấu Chèo Việt Nam và các chiếu Chèo, làng Chèo cổ đều tổ chức: "Lễ giỗ Bà tổ của nghề hát chèo" hàng năm vào ngày 12 tháng 8 âm lịch.. Từ năm 2011, Nhà nước Việt Nam đã lấy ngày 12 tháng 8 (âm lịch) hằng năm là “Ngày Sân khấu Việt Nam”.
Hát chèo từ lâu đã giữ một vai trò quan trọng, và là linh hồn không thể thiếu được trong các ngày hội của nhân dân vùng châu thổ sông Hồng. Cũng chính từ những lễ hội này, đã có nhiều nghệ nhân giỏi của nghề hát chèo đã được phát hiện.).

## Tôn vinh từ hậu thế

### Đền thờ
Nơi chính thờ bà tổ ngành chèo Phạm Thị Trân hiện nay là đền Vân Thị nằm cùng khuôn viên với Nhà hát Chèo Ninh Bình và Nhà văn hóa Ninh Bình. Một nơi khác ở Ninh Bình thờ bà là Phủ Chợ, thuộc quần thể di tích Cố đô Hoa Lư nằm gần chợ Cầu Đông, xã Trường Yên, thành phố Hoa Lư.
Đình làng Hoàng Quan và một số di tích ở các xã Đông Phương, Đông Phong, Đông Cường trên địa bàn huyện Đông Hưng, Thái Bình cũng thờ bà đào nương Phạm Thị Trân - bà tổ của nghệ thuật hát chèo ở Việt Nam.

### Nhà hát Phạm Thị Trân
Công trình Nhà văn hóa trung tâm tỉnh Ninh Bình khánh thành năm 2024 đã được đặt tên là "Nhà hát Phạm Thị Trân". Ý nghĩa của việc đặt tên bởi tỉnh Ninh Bình được xem là một trong những "cái nôi" của nghệ thuật hát Chèo, gắn liền với truyền thuyết về nguồn gốc hát Chèo và cụ tổ Ưu Bà Phạm Thị Trân.
Việc đặt tên công trình công cộng Nhà văn hóa trung tâm tỉnh Ninh Bình là Nhà hát Phạm Thị Trân để khẳng định giá trị, tầm vóc, vai trò công trình; đồng thời là hành động thiết thực, cụ thể thể hiện sự tri ân, tôn vinh Ưu bà Phạm Thị Trân - người có công sáng tạo ra loại hình nghệ thuật sân khấu chèo Việt Nam.